# Plan B Entertainment
Plan B Entertainment è una compagnia di produzione cinematografica fondata da Brad Grey, Brad Pitt e Jennifer Aniston nel 2001.

## Storia
Dal 2006 Brad Pitt è diventato unico proprietario e direttore dello studio, agendo, comunque, in conformità agli accordi per la distribuzione cinematografica con 20th Century Fox, Paramount Pictures e Warner Bros.
Inizialmente lo studio era indirizzato principalmente all'aiuto finanziario in film con Pitt direttamente coinvolto a livello artistico (vedi Troy, L'assassinio di Jesse James), ma in seguito si incaricò anche della realizzazione di altre opere cinematografiche.
Nel 2013 ha inoltre prodotto 12 anni schiavo del regista Steve McQueen, candidato a 9 premi Oscar, tra cui Miglior film e Miglior regista, vincitore di un Golden Globe come Miglior film drammatico.
Nel dicembre 2022 Pitt annuncia di aver venduto il 60% della società a Mediawan, conglomerato mediatico francese.

## Filmografia
- Troy, regia di Wolfgang Petersen (2004)
- La fabbrica di cioccolato (Charlie and the Chocolate Factory), regia di Tim Burton (2005)
- The Departed - Il bene e il male (The Departed), regia di Martin Scorsese (2006)
- Correndo con le forbici in mano (Running with Scissors), regia di Ryan Murphy (2006)
- Year of the Dog, regia di Mike White (2007)
- A Mighty Heart - Un cuore grande (A Mighty Heart), regia di Michael Winterbottom (2007)
- L'assassinio di Jesse James per mano del codardo Robert Ford (The Assassination of Jesse James by the Coward Robert Ford), regia di Andrew Dominik (2007)
- Pretty/Handsome, regia di Ryan Murphy - Film TV (2008)
- La vita segreta della signora Lee (The Private Lives of Pippa Lee), regia di Rebecca Miller (2009)
- Un amore all'improvviso (The Time Traveler's Wife), regia di Robert Schwentke (2009)
- Mangia prega ama (Eat Pray Love), regia di Ryan Murphy (2010)
- Kick-Ass, regia di Matthew Vaughn (2010)
- The Tree of Life, regia di Terrence Malick (2011)
- Cogan - Killing Them Softly (Killing Them Softly), regia di Andrew Dominik (2012)
- World War Z, regia di Marc Forster (2013)
- 12 anni schiavo, regia di Steve McQueen (2013)
- Resurrection – serie TV (2014-2015)
- La grande scommessa, regia di Adam McKay (2015)
- Civiltà perduta (The Lost City of Z), regia di James Gray (2016)
- Voyage of Time, regia di Terrence Malick (2016)
- Moonlight, regia di Barry Jenkins (2016)
- The OA – serie TV (2016)
- Feud – serie TV (2017)
- Okja, regia di Bong Joon-ho (2017)
- Beautiful Boy, regia di Felix Van Groeningen (2018)
- Se la strada potesse parlare (If Beale Street Could Talk), regia di Barry Jenkins (2018)
- Vice - L'uomo nell'ombra (Vice), regia di Adam McKay (2018)
- The Last Black Man in San Francisco, regia di Joe Talbot (2019)
- Ad Astra, regia di James Gray (2019)
- Il re (The King), regia di David Michôd (2019)
- Irresistibile (Irresistible), regia di Jon Stewart (2020)
- Minari, regia di Lee Isaac Chung (2020)
- The Third Day – miniserie TV, 6 puntate (2020)
- La ferrovia sotterranea (The Underground Railroad) – miniserie TV, 10 puntate (2021)
- Outer Range - serie TV, 8 episodi (2022)
- Blonde, regia di Andrew Dominik (2022)
- Anche io, regia di Maria Schrader (2022)
- Women Talking, regia di Sarah Polley (2022)
- The Killer, regia di David Fincher (2023)
- Il problema dei 3 corpi (3 Body Problem) - serie TV (2024-in corso)
- Bob Marley - One Love, regia di Reinaldo Marcus Green (2024)
- Beetlejuice Beetlejuice, regia di Tim Burton (2024)
- Wolfs - Lupi solitari (Wolfs), regia di Jon Watts (2024)
- I ragazzi della Nickel (Nickel Boys), regia di RaMell Ross (2024)
- Mickey 17, regia di Bong Joon-ho (2025)
- F1 - Il film (F1: The Movie), regia di Joseph Kosinski (2025)